# Đền Bà Chúa Kho (Bắc Ninh)
Đền Bà Chúa Kho ở Bắc Ninh là một di tích lịch sử đã được Nhà nước Việt Nam công nhận.
Đền bà Chúa Kho Bắc Ninh là một đền thờ Mẫu nằm tại vùng quê kinh Bắc nổi tiếng văn hiến, lâu đời. Có địa chỉ cụ thể tại đền Cổ Mễ, phường Vũ Ninh thành phố Bắc Ninh. Đền được xây dựng vào thời nhà Lý với mong muốn tưởng nhớ tấm lòng bao dung, cũng như những cống hiến to lớn của Bà cho dân tộc. Truyền thuyết về đền Bà Chúa Kho Bắc Ninh luôn được người dân khắp nơi lưu giữ và truyền lại cho con cháu thế hệ đời sau như một di sản văn hóa quan trọng, quý giá.

## Truyền thuyết
Tương truyền rằng vào thời nhà Lý, tại làng quê thanh bình Quả Cảm có người con gái vừa xinh đẹp, nết na vừa giỏi giang, khéo léo. Người con gái đó không chỉ có nhan sắc tuyệt trần mà còn biết tổ chức sắp xếp các công việc sản xuất, tích trữ lương thực, thực phẩm, giúp dân chống đói, giúp quân chống giặc. Một lần hành quân qua làng Quả Cảm, vua Lý đã đem lòng cảm mến người con gái tài sắc vẹn toàn đó, và đưa bà vào cung làm hoàng hậu.
Tuy chỉ xuất thân trong gia đình nông dân, nghèo khó quanh năm gắn bó với ruộng đồng nhưng Bà lại là người rất thông minh, đa tài đa trí, cầm kỳ thi họa. Có thể nói là tài sắc vẹn toàn, người gặp là sẽ cảm mến. Khi được Vua Lý đưa vào cung làm vợ, bà đã tiến hành nhiều phương thức thúc đẩy sản xuất nông nghiệp, khai hoang ruộng đất để canh tác. Đặc biệt Bà nhận thấy tại vùng quê nơi bà sinh ra đất đai còn hoang sơ, nên đã xin vua cho về quê để chiêu dân, lập ấp, gia tăng canh tác, nâng cao chất lượng đời sống của người dân nơi đây.
Vào ngày 12 tháng giêng năm Đinh Tỵ – 1077 nước ta chính thức bị quân Tống kéo quân sang xâm lược. Toàn dân được Lý Thường Kiệt lãnh đạo để kháng chiến chống lại quân Tống hung ác. Và chính tại ngôi làng của Bà – làng Cổ Mễ, núi Kho, Cầu Gạo… đã được chủ quân lựa chọn làm nơi đặt lương thực. Bà đã tự mình cai quản, chỉ đạo, sắp xếp, sản xuất, tiếp tế lương thực cho quân đội tại kho lương ở chiến tuyến quan trọng tại Sông Như Nguyệt. Cũng như đảm bảo lương thực đời sống cho người dân nơi đây. Trong quá trình hoạt động, khi cuộc chiến gần như đã chiến thắng thì bà bị quân giặc giết chết trong một lần đi tiếp tế cho dân.

Vua Lý khi biết tin đã vô cùng thương tiếc, nên đã phong cho bà danh hiệu Phúc Thần để nói lên những công lao to lớn, vĩ đại mà Bà đã dành cho nhân dân, cho dân tộc. Người dân cũng thương nhớ và biết ơn Bà nên đã lập đền thờ tại chính kho lương cũ ở núi Kho và đặt tên cho đền thờ là đền Bà Chúa Kho. Để thể hiện lòng tôn kính, biết ơn mà nhân dân nơi đây dành cho Bà Chúa Kho.

## Vị trí

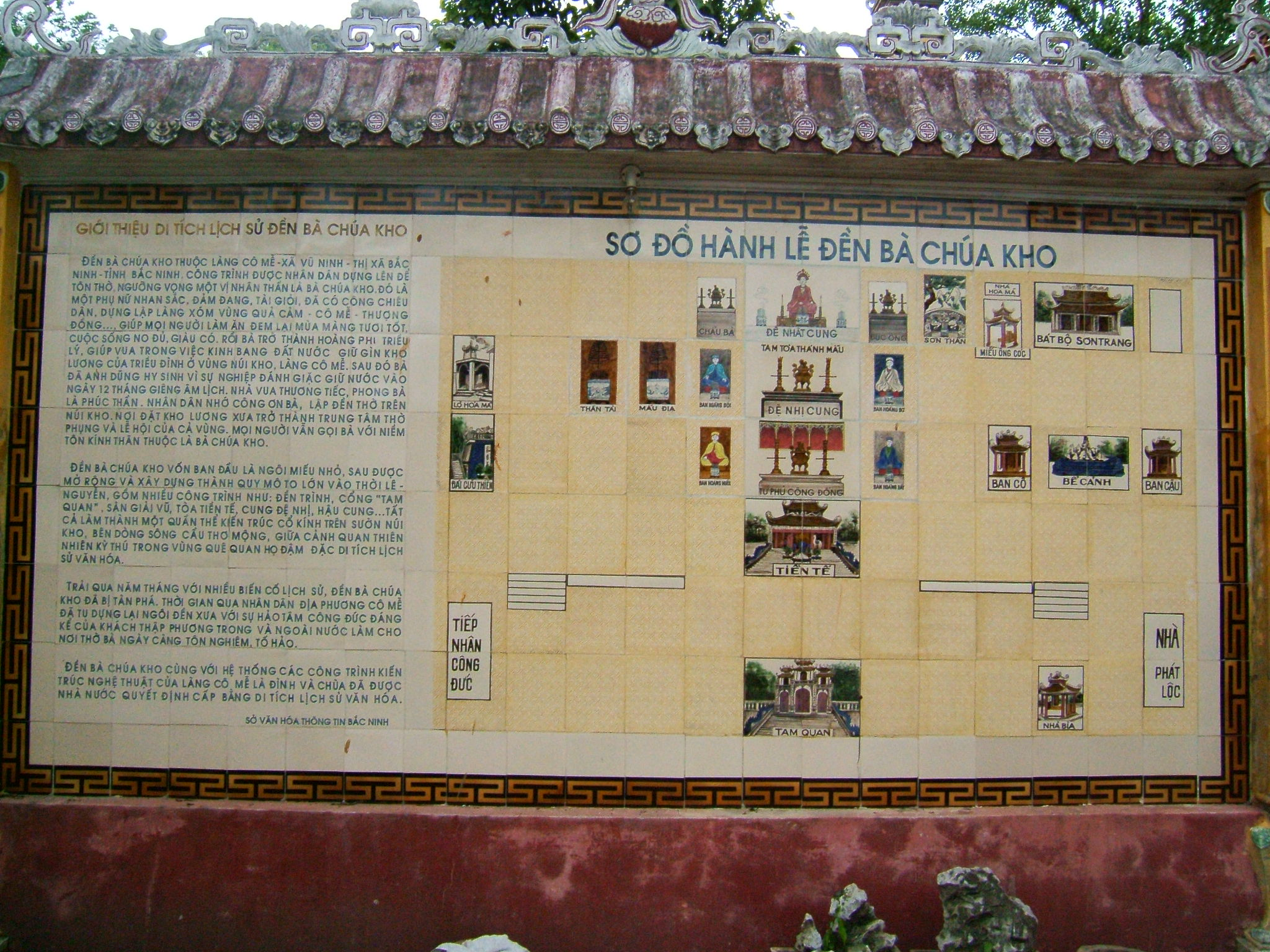
Sơ đồ địa điểm tham quan, hành lễ tại đền Bà chúa Kho

Đền Bà Chúa Kho nằm trên lưng chừng ngọn núi Kho, tại khu Cô Mễ, phường Vũ Ninh, TP Bắc Ninh, tỉnh Bắc Ninh. Đây không chỉ là khu di tích lịch sử có giá trị nằm trong quần thể di tích của khu Cô Mễ (gồm: Đình - Chùa - Đền) mà còn là nơi hàng năm nhân dân khắp cả nước hành hương mang tính tín ngưỡng. Ngay sau đền thờ Bà Chúa vẫn còn một đường hầm có kết cấu hình mái vòm nằm lùi sâu trong chân núi, chỗ cao nhất của đường hầm là gần 2m, đào xuyên qua lòng núi Kho để đi ra phía sông Cầu (sông Như Nguyệt), cửa hầm phía này rất khó bị phát hiện. Các bô lão nhiều đời đều nói đường hầm do Bà Chúa Kho xây dựng. Thời xa xưa, khi chưa có đê điều chống úng lụt cao rộng, kiên cố như bây giờ có lẽ cửa hầm cũng chính là bến cảng để tập kết và điều chuyển binh lực, vật lực đi các nơi. Đây cũng là cứ điểm quân sự lợi hại bởi tính bất ngờ, đặc biệt dễ thủ khó công. Khi đêm xuống quân đội Nhà Lý có thể bí mật tập kích quân địch đang đóng ở bờ bên kia sông Như Nguyệt sau đó xuôi dòng rút quân lên thành Thị Cầu. Phía trước đền Bà Chúa Kho là một đầm nước rất rộng bao quanh 3 mặt là núi có thể đi thuyền nhẹ vào tận chân núi Chùa hoặc xuyên ra hồ Thủy(nay đã bị bồi lấp) tiến theo hướng nam để về thành cổ Bắc Ninh(dọc theo đường tàu hỏa ngày nay). Suối Hoa xưa nằm trên con đường này; 1 mặt còn lại đi ra sông(nay bi chắn bởi con đê bằng bê tông). Trong những năm chiến tranh chống Mĩ nó là nơi đóng quân của tiểu đoàn cầu phà quân đội ta nên có thể suy ra rằng thời xưa có thể là nơi tập kết của thủy binh nhà Lý.
Ngôi đền có liên quan đến sự kiện Lý Thường Kiệt lãnh đạo cuộc kháng chiến chống quân Tống năm 1076. Vào thời đó ở làng Cô Mễ, núi Kho, Cầu Gạo... vốn là những nơi đặt kho lương thực của quân Lý ở bờ nam chiến tuyến Như Nguyệt (Sông Cầu). Núi Kho, núi Dinh, Thị Cầu cũng vốn là một vị trí chiến lược có thể kiểm soát con đường từ Lạng Sơn qua sông Cầu về Thăng Long xưa.
Đền Cô Mễ thờ Bà Chúa Kho chính là nơi tưởng niệm một người phụ nữ Việt Nam đã khéo tổ chức sản xuất, tích trữ lương thực, trông nom kho tàng quốc gia trong thời kỳ trước và sau chiến thắng Như Nguyệt.
Vào đời nhà Lý, Bà có công giúp triều đình trông coi kho lương thực tại Núi Kho (tỉnh Bắc Ninh) và đã "thác" trong cuộc kháng chiến chống quân Tống vào ngày 12 tháng 1 năm Đinh Tỵ (1077).
Nhà vua thương tiếc phong cho Bà là Phúc Thần. Người dân nhớ thương Bà lập nên đền thờ tại kho lương thực cũ của triều đình ở Núi Kho và gọi Bà với một niềm tôn kính là: Bà Chúa Kho.
Bà Chúa Kho xuất thân từ một gia đình nghèo khó ở làng Quả Cảm gần đó. Sau khi lấy vua Lý, thấy ruộng đất ở đây bị hoang hoá, bà xin vua cho về làng chiêu dân lập ấp, khai khẩn ruộng hoang. Không ai biết tên bà, khi bà qua đời, nhân dân lập đền thờ để ghi lại công ơn bà là đã hết lòng chăm lo cho dân ấm no, trông coi các "lẫm thóc, lẫm tiền" của Nhà nước. Công lao của bà đã được triều đại phong kiến ghi nhận qua việc sắc phong đền thờ bà là "Chủ khố linh từ" (Đền thiêng thờ bà Chúa Kho). Ở thôn Cô Mễ còn một ngôi đình và ngôi chùa cổ. Chùa Cô Mễ có từ lâu đời. Ngày nay trong chùa còn ba pho tượng đá khá đẹp mang rõ phong cách điêu khắc thời Mạc. Chùa còn lại đến nay là kiến trúc thế kỷ XIX, làm theo kiểu chữ T chạm khắc công phu.
Đình Cô Mễ kiểu chữ nhất với năm gian, hai vì. Các mảng chạm khắc gỗ thể hiện theo các đề tài long vân khánh hội, ngũ hổ tranh châu với nghệ thuật điêu luyện. Đình thờ Trương Hống, Trương Hát là những anh hùng có công giúp Triệu Quang Phục (549-570) chống giặc Lương.

## Tranh cãi
Hiện nay một số nhà nghiên cứu công bố các công trình khảo cứu khẳng định Đền Bà Chúa Kho ở Bắc Ninh không thờ một người phụ nữ trông kho lương (dẫn chứng?) và chỉ ra các ngôi đền ở Hà Nội, Hà Tĩnh, Nam Định mới thực sự thờ (một vài) thần mẫu trông coi kho lương của triều đình (Triều Trần, Triều Nguyễn)
Tuy nhiên các công bố này hầu như không đến với người dân, hàng năm vẫn có hàng nghìn người từ các nơi trên khắp Việt Nam và nước ngoài hành hương đầu xuân về Bắc Ninh để cầu tài cầu lộc, quan trọng nhất là vay tiền Bà Chúa Kho, mong cho một năm mới công việc xuôi thuận, phát tài.
Ngôi đền có liên quan đến sự kiện Lý Thường Kiệt lãnh đạo cuộc kháng chiến chống quân Tống năm 1076. Vào thời đó ở làng Cổ Mễ, núi Kho, Cầu Gạo... vốn là những nơi đặt kho lương thực của quân Lý ở bờ nam chiến tuyến Như Nguyệt (Sông Cầu). Núi Kho, núi Dinh, Thị Cầu cũng vốn là một vị trí chiến lược có thể kiểm soát con đường từ Lạng Sơn qua sông Cầu về Thăng Long xưa.
Đền Cổ Mễ thờ Bà Chúa Kho chính là nơi tưởng niệm một người phụ nữ Việt Nam đã khéo tổ chức sản xuất, tích trữ lương thực, trông nom kho tàng quốc gia trong thời kỳ trước và sau chiến thắng Như Nguyệt.
Vào đời nhà Lý, Bà có công giúp triều đình trông coi kho lương thực tại Núi Kho (tỉnh Bắc Ninh) và đã "thác" trong cuộc kháng chiến chống quân Tống vào ngày 12 tháng 1 năm Đinh Tỵ (1077).
Nhà vua thương tiếc phong cho Bà là Phúc Thần. Người dân nhớ thương Bà lập nên đền thờ tại kho lương thực cũ của triều đình ở Núi Kho và gọi Bà với một niềm tôn kính là: Bà Chúa Kho.
Bà Chúa Kho xuất thân từ một gia đình nghèo khó ở làng Quả Cảm gần đó. Sau khi lấy vua Lý, thấy ruộng đất ở đây bị hoang hoá, bà xin vua cho về làng chiêu dân lập ấp, khai khẩn ruộng hoang. Không ai biết tên bà, khi bà qua đời, nhân dân Đại Việt lập đền thờ để ghi lại công ơn bà là đã hết lòng chăm lo cho dân ấm no, trông coi các "lẫm thóc, lẫm tiền" của Nhà nước. Công lao của bà đã được triều đại phong kiến ghi nhận qua việc sắc phong đền thờ bà là "Chủ khố linh từ" (Đền thiêng thờ bà Chúa Kho). Ở thôn Cổ Mễ còn một ngôi đình và ngôi chùa cổ. Chùa Cổ Mễ có từ đời lý thế kỷ XI. Ngày nay trong chùa còn ba pho tượng đá khá đẹp mang rõ phong cách điêu khắc thời Mạc. Chùa còn lại đến nay là kiến trúc thế kỷ XIX, làm theo kiểu chữ T chạm khắc công phu.
Cũng giống như ở Bắc Ninh gồm có(Đình-Chùa-Đền) có cả chùa Tiên và Đình làng,Chùa Tiên sơn là ngôi chùa cổ có từ thời nhà lý và Đền thờ Bà Chúa Kho là nơi tưởng niệm người phụ nữ đã khéo tổ chức sản xuất, tích trữ lương thực, trông nom kho tàng quốc gia trong thời kỳ trước và sau Chiến thắng Như Nguyệt (1076)cũng có từ thời này sau này do chiến tranh và phong trào bài trừ tín ngưỡng dân gian nên ngôi chùa đã bị phá đổ nát, miếu Bà Chúa cũng theo đó xuống cấp,mãi tới gần cuối thế Kỷ 18 dân làng ở đây đã trùng tu lại nhỏ gọn bên cánh tả của chùa Tiên sơn phía Sau chùa Tiên Sơn là kho quân lương dành cho quân binh sĩ và tích trử cứu đói cả vùng Phủ Đức Quang,Thiên Lộc, La Sơn
Theo Đại Việt sử ký toàn thư và Lịch triều hiến chương loại chí tại núi Tiên, "Minh Lang Minh Lương Vân Chàng" thuộc bộ Việt thường cổ Vương quốc kinh đô ngàn Hống cư dân bộ lạc Việt thường quốc bên cạnh Sông Lam (Cựu Đô Ngàn Hống) của cư dân bộ lạc Việt thường quốc bên Sông La, kênh nhà Lê (dòng Minh giang) và Sông Lam dưới chân núi Hùng Bảo Thứu Lĩnh,(cựu Đô) (Ngàn Hống)  nay là Hồng Lĩnh có 199 ngọn (Theo Ngọc Phả Hùng Vương hiện lưu giữ tại bảo tàng Hùng Vương bên cạnh Dinh Đô Quan Hoàng Mười
Tương truyền, Bà Chúa Kho là người có nhan sắc tuyệt trần, có công chiêu dân dựng lập làng xóm vùng Đàng Ngoài, giúp nhân dân khai khẩn đất đai nông nghiệp vùng Hoan Châu Nghệ an Thời Lý-Trần, từ năm 1030 Vào đầu thời kỳ này (đầu thời nhà Lý), đất Hà Tĩnh (phía Bắc đèo Ngang) vẫn là vùng đất biên cương của Đại Việt với Chiêm Thành..
Sau này bà trở thành một vị hoàng hậu (tương truyền vào thời Lý), giúp nhà Vua trong việc kinh bang đất nước, giữ gìn kho lương. Bà đã bị giặc giết trong lúc phát lương cứu đỡ dân làng vào ngày 12 tháng 1 năm Đinh Tỵ (1077).
Cảm kích đối với tấm lòng bao dung của bà, nhà vua đã có chiếu phong cho bà là Phúc Thần, nhân dân Minh Lương của nước Đại Việt nhớ ơn và lập đền thờ ở vị trí kho lương sau chùa trước kia. Niên giám 1009-1225 đây là ngôi Miếu Thờ vọng bà chúa kho duy nhất của dãy đất Miền Trung nguyên mẫu sau Cổ Mễ Bắc Ninh
Đền Bà Chúa kho ở DTLSVH Tiên Sơn nhìn về hướng Bắc, phía trước đền là dải đồng lúa trũng, uốn khúc theo triền núi bên ngã ba Sông Lam,sôngla và dòng Minh Giang uốn lượn quanh làng,quanh năm dòng nước trong xanh. Đền có kiến trúc thời Lê, được bố trí theo chiều dọc, chạy từ chân lên sườn núi Tiên Sơn.
Cũng giống như ở Cổ Mễ Bắc Ninh Cổng tam quan là công trình mở đầu cho cụm kiến trúc này. Các công trình kiến trúc chính của đền, chùa bao gồm sân đền, hai dải vũ, tòa tiền tế, hậu cung... Tất cả tạo thành một thể thống nhất, uy nghi.
Hàng năm trước đây nhân dân địa phương đều tổ chức ngày giỗ rất trang trọng với những nghi thức truyền thống sau này do bị phế tích lãng quên nên nghi thức lễ hội dần mai một bây giờ mới dần khôi phục hồi sinh Đại lễ hội Đền Tiên Sơn được tổ chức trang nghiêm vào ngày 15 tháng giêng hàng năm./.